# 沈淳 (正統進士)
沈淳（15世紀—15世紀），字惟厚，浙江嘉興府嘉興縣梨林里人，明朝政治人物。

## 生平
沈淳是宣德四年（1429年）舉人，正統元年（1436年）成進士，八年（1443年）獲授刑部主事，改任吏部考功司主事，景泰四年（1453年）陞稽勳司員外郎，六十歲致仕，八十七歲才去世。他年輕時在精舍讀書，有鄰近女子夜奔到精舍，他堅拒不接受，著有《拙庵集》。

## 引用
1. 1 2  光緒《嘉興縣志·卷二十·列傳一》：沈淳，字惟厚，梨林里人 後隸吳江 ，正統元年進士，授刑部主事，陞吏部員外郎，年六十致仕，壽八十七終，少讀書精舍，有鄰女夜奔，堅拒不亂，其內外和介如此，著有《拙庵集》。 柳志
2. ↑  光緒《嘉興縣志·卷十八·選舉一》：宣德朝……沈淳……以上己酉科……正統朝……沈淳 吏部員外……以上丙辰科（進士）
3. ↑  《明英宗睿皇帝實錄·卷一百一》：（正統八年二月丁酉）擢進士劉益為兵科給事中，賈恪監察御史，孟瑛、李柰吏部主事，夏遂禮部主事，王琛、張斌戶部主事，沈淳刑部主事，王信行人司行人。
4. ↑  《明英宗睿皇帝實錄·卷二百二十九·廢帝郕戾王附錄第四十六》：（景泰四年五月癸酉）陞吏部考功司主事沈淳為本部稽勳司員外郎……